# Allium austroiranicum
Allium austroiranicum — вид рослин з родини амарилісових (Amaryllidaceae); ендемік Ірану.

## Опис
Цибулини від яйцюватих до притиснуто-яйцюватих; зовнішні оболонки від сіро-коричневих до чорнуватих. Стеблина над ґрунтом завдовжки (2)5–12 см, циліндрично-конічні або злегка гнучка, гладка, зелена часто з домішкою бузкового. Листків 1–2(3), від вузько ланцетоподібних до яйцюватих, на ранніх стадіях часто притискаються до ґрунту, повністю жолобчасті, краї білі, гладкі або з розсипаними зубцями, зелені із сивим нальотом і тьмяні або жовтувато-зелені й блискучі або щось проміжне. Суцвіття діаметром (3)5–12 см, помірно щільне. Квітки широко воронкоподібні зірчасті; цвітіння: травень — червень. Листочки оцвітини від довгі трикутних до вузько ланцетоподібних, ± гострі, помітно вигнуті, після цвітіння згортаються й стають колючкоподібними, завдовжки (8)10–12 мм, завширшки 1.2–2(2.5) мм біля основи, білі із зеленою серединною жилкою або різних рожевими тонів з пурпуруватою серединною жилкою. Пиляки рожеві або жовті. Пилок жовтий. Коробочка стиснено-зворотнояйцювата, трикутна, 3–4 мм довжиною та діаметром, коричнева.

## Поширення
Ендемік західного і південно-західного Ірану.